# Žolotoj ėšelon
Žolotoj ėšelon (Золотой эшелон) è un film del 1959 diretto da Il'ja Jakovlevič Gurin.